# عبد الحكيم الأفغاني
عبد الحكيم الأفغاني القندهاري (1835 - 2 نوفمبر 1908) عالم مسلم ومتصوف أفغاني عاش معظم حياته في سوريا العثمانية. ولد في قندهار وتعلم بها وفي بلاد الهند. ثم جاور الحرمين والقدس وسكن دمشق وأقام في مدرسة دار الحديث الأشرفية ما يقرب من ربع قرن. توفي فيها ودفن في مقبرة الباب الصّغير. هو من فقهاء الحنفية ومن الزهاد وله تصانيف في التفسير والحديث والقراءات.، منها التيسير والتسهيل لفهم مدارك التنزيل للنسفي.

## سيرته
ولد عبد الحكيم بن محمّد نور بن الحاج ميرزا الأفغاني في قندهار سنة 1250 هـ/ 1835 م ـ ويقال سنة 1251 ـ ونشأ فيها وبارح بلاده وهو في الشباب ارتياداً للعلم في بلاد الهند وغيرها، وجاور مدة في الحرمين وبيت المقدس، ثم نزل دمشق واتخذ مدرسة دار الحديث الأشرفية مقامه زهاء ربع جيل، حتى توفي بها في اليوم الثامن من شوال سنة 1326 هـ/ 2 نوفمبر 1908 ودفن في رمسه بمقبرة باب الصغير في جوار قبري العلائي صاحب الدر المختار ومُحشيّه ابن عابدين.

من تلامذته أبو الخير الميداني، ومحمود العطّار، وسعيد المارديني، ومحمّد أديب تقي الدّين نقيب الأشراف، ومحمّد أبي الخير الطّباع.

## حياته الصوفية
عرف عنه «تقواه وزهده الشّديدان حتّى ضرب بهما المثل.» و «كان يشتغل يوماً واحداً في الأسبوع مع (الطّيّانين) ليأكل من كسب يده ولا يرضى أن يأخذ مالاً من أحد.» و «كان قليل الطّعام والكلام والنّوم، أوقاته بين تعليم ومطالعة وكتابة وعبادة وتلاوة للقرآن الكريم.»

## مؤلفاته
- كشف الحقائق في شرح كنز الدقائق في الفقه الحنفي.
- شرح الشاطبية
- حاشية على شرح البخاري
- حواش وتعليقات على الهداية
- حاشية ابن عابدين
- شرح المنار
- التيسير والتسهيل لفهم مدارك التنزيل

ولم يطبع من آثاره سوى كشف الحقائق.